# Andreas Norlén
Per Olof Andreas Norlén  (nascido em Estocolmo, em 6 de maio de 1973) é um político do Partido Moderado sueco (conservador) que atua como presidente do Riksdag (parlamento da Suécia) desde setembro de 2018. Ele é deputado do Riksdag (MP) pelo condado de Östergötland desde outubro de 2006. Norlén já foi membro da Comissão Constitucional (Konstitutionsutskottet) e presidiu a mesma de 2014 até 2018.
Norlén foi eleito presidente do Riksdag em 24 de setembro de 2018, após a primeira sessão do Riksdag depois das eleições de 2018. Depois que Löfven Cabinet perdeu de um voto de confiança, Norlén começou a tarefa de nomear candidatos para o sucessor de Löfven como Primeiro Ministro, de acordo com o Instrumento de Governo Sueco. O longo trabalho de encontrar um primeiro ministro que poderia ser tolerado pelo Parlamento foi concluído em 18 de janeiro de 2019, quando Stefan Löfven foi nomeado para um segundo mandato.

## Honras

### Honras estrangeiras
- Itália - Grande Cruz da Ordem do Mérito da República Italiana (novembro de 2018)